# Massimo Penasa
Massimo Penasa (Bolzano, 14 marzo 1983) è un ex sciatore alpino italiano.

## Biografia
Attivo in gare FIS dal dicembre del 1998, Penasa in Coppa Europa esordì il 9 gennaio 2002 a Tarvisio in supergigante (67º) e conquistò l'unico podio il 12 febbraio 2008 a Sella Nevea nella medesima specialità (3º), mentre in Coppa del Mondo debuttò il 10 dicembre 2008 in Val Gardena sempre in supergigante, ottenendo quello che sarebbe rimasto il suo miglior piazzamento nel circuito (31º), e prese per l'ultima volta il via il 25 gennaio 2009 a Kitzbühel in supercombinata, senza completare la prova. Si ritirò durante la stagione 2010-2011 e la sua ultima gara fu lo slalom gigante della XXV Universiade invernale, disputato il 4 febbraio a Erzurum e chiuso da Penasa al 30º posto; in carriera non prese parte a rassegne olimpiche o iridate.

## Palmarès

### Coppa Europa
- Miglior piazzamento in classifica generale: 39º nel 2008
- 1 podio:
  - 1 terzo posto